# 尼科斯·卡雷利斯
尼科斯·卡雷利斯（希臘語：Νικόλαος Καρέλης；1992年2月24日—）是一位希臘足球運動員。在場上的位置是邊鋒或二前鋒。他現在效力於希臘足球超級聯賽2球隊埃尔格特利斯，曾效力於希臘足球超級聯賽球隊彭拿典奈高斯。他是一位左腳球員。